# 出雲文字
出雲文字（いずももじ）は、出雲の石窟で発見されたと伝えられる神代文字。

## 特徴
日本語の五十音を表す50種の文字からなる。ほかに一から十までの数を表す文字と、「百」「千」「万」の位を表す文字がある。

## 史料
平田篤胤が1819年（文政2年）に著した『神字日文伝』附録疑字篇に「出雲ノ国ノ石窟ノ神代文字」として採録されている。同書によると、この文字は神代に大己貴命によって創られたものとされ、出雲大社の辺りにある「書島」（「文島」とも表記）という島にある石窟の岩壁に刻まれていたという。この岩壁に刻まれた文字を神道家の橘三喜が写し、後代へ伝えたとされる。
しかしこの書島（文島）について落合直澄『日本古代文字考』では、出雲にこのような名称の島は確認できず、また日御碕の近くに「経島」という名の島はあるが、文字の刻まれた岩壁があるという話は聞かないとする説を載せている。また原田実『図説神代文字入門』によると、鳥取県内に「文島」という小島があるものの、出雲大社とは距離が離れており平田の記述とは一致せず、また出雲大社にも書島に関する記録や伝承は見られないという。
神仙道の大家である宮地堅磐が1894年（明治27年）に著した『禁厭秘辞』によると、高知県潮江村（現高知市）の川村家に秘伝の巻物があり、その中には出雲文字が記されていたという。宮地神仙道の教義では大己貴命も神仙の一人とされ、その護符には出雲文字が用いられている。
千葉県成田市にある麻賀多神社では、出雲文字で記された縁起が伝わるとされる。
なお偽書とされる竹内文書には、豊雲野天皇によって創られた「トヨノ文字」として登場する。